# Christian Mommsen
Christian Ludolph Momsen, spätere Schreibweise Mommsen (* 1. Mai 1868 auf Gut Toftum bei Emmelsbüll, Kreis Tondern, Schleswig-Holstein; † 20. Februar 1927 in Halle (Saale)) war ein deutscher Diplomlandwirt und Tierzuchtdirektor.

## Leben und Wirken
Mommsen wurde als Sohn des Gutsbesitzers Momme Johann Momsen geboren, unterzog sich der praktischen Ausbildung als landwirtschaftlicher Gehilfe und bewirtschaftete ab 1891 das väterliche Gut in Toftum. Von 1898 an besuchte er die Königlich Preußische  Landwirtschaftliche Akademie in Poppelsdorf bei Bonn und schloss mit dem Examen als Diplomlandwirt ab. Daneben war er wissenschaftlicher Hilfsarbeiter bei Eberhard Ramm und danach Assistent der akademischen Gutswirtschaft. Im Jahre 1901 legte er als einer der ersten Bewerber das preußische Examen zum Tierzuchtinspektor als Eignung „für den höheren Verwaltungsdienst“ auf dem Gebiet der Tierzucht ab und wurde am 1. April desselben Jahres an der Landwirtschaftskammer für die Provinz Sachsen Halle (Saale) angestellt.  Er unterbrach diese Tätigkeit von 1902 bis 1907, weil er in Leipzig als Chefredakteur für die Zeitschrift Deutsche Landwirtschaftliche Tierzucht verantwortlich war.
Danach setzte er seine Arbeit von Halle (Saale) aus als Leiter der Abteilung Tierzucht in der Landwirtschaftskammer für die Provinz Sachsen im Range eines Tierzuchtdirektors fort. Dazu hatte er für die preußischen Regierungsbezirke Magdeburg, Merseburg und Erfurt (für  Nordthüringen) sowie die Provinz Sachsen insgesamt u. a.  folgende Aufgaben zu erfüllen:
- Einrichtung und Besetzung der Tierzuchtämter zur Beratung der Herdbuchzuchten sowie Aufsicht über die Vatertierhaltung und Tierbestandsentwicklung
- Tätigkeit als Hauptgeschäftsführer des Dachverbandes der Tierzuchtverbände in der Provinz Sachsen[2]
- Tätigkeit als Geschäftsführer und Zuchtleiter der Tierzuchtverbände bei Rind und Schwein
- Unterstützung bei der Zuchtleitung der Pferdezuchtverbände
- Aufbau und Ausdehnung der organisierten Milchleistungsprüfung
- Vorbereitung und Durchführung von zentralen Tierschauen und Absatzveranstaltungen aller Tierarten
- Berufsständische Vertretung auf dem Gebiet der tierischen Erzeugung gegenüber der Landwirtschaftsverwaltung
- Erstellung von Jahres- und Zuchtberichten bei den wichtigen Tierarten für die Region
- Ausbildung von geeigneten Anwärtern für den gehobenen und höheren Tierzuchtdienst

Der Philologe und Literaturwissenschaftler Momme Mommsen (1907–2001) war sein Sohn.

## Veröffentlichungen (Auswahl)
- Stellung und Aufgaben der Viehzucht und Viehhaltung in der modernen, intensiven Ackerwirtschaft. Hannover : Schaper, 1913, 145 S. Arbeiten der DGfZ, Heft 7, 2. Aufl. 1920, 162 S., Heft 17;
- Gemeinverständliche Anleitung zur Fütterung von Rindvieh und Schweinen. Leipzig : Reichenbach, 1914, 123 S.
- Entwicklung der Pferdezucht und des Pferdezucht-Verbandes der Provinz Sachsen : die bisher wichtigsten Blutlinien des Zuchtbezirks; herausgegeben zum fünfundzwanzigjährigen Bestehen des Pferdezucht-Verbandes der Provinz Sachsen. Halle a.d.S., 1924, 173 S.
- Verzeichnis der im Jahr 1925 in der Provinz Sachsen deckenden staatlichen und privaten Hengste nach Kreisen und Deckorten nebst den Deck- und Abfohlergebnissen von 1921/22 bis 1923/24: Halle (Saale) : Verlag der Landwirtschaftskammer für die Provinz Sachsen, 1925, 72 S.
- Verzeichnis der im Jahr 1926 in der Provinz Sachsen deckenden staatlichen und privaten Hengste nach Kreisen und Deckorten nebst den Deck- und Abfohlergebnissen von 1923/24 bis 1924/25. Mit Ernst Hohnbaum, Halle (Saale) : Verlag der Landwirtschaftskammer für die Provinz Sachsen, 1926, 56 S.

## Würdigung
Mommsen verstand es mit großem Wissen und Organisationstalent, die einzelnen Verbände bei den wichtigen Nutztierarten zu Landesorganisationen zu bündeln und dabei auch die Vereine des Fürstentums, ab 1918 des Freistaates Anhalt in die Entwicklung mit einzubeziehen. So konnten die Züchter des heutigen Gebietes Sachsen-Anhalt und hier besonders die der Altmark große Fortschritte verzeichnen, bei Pferden (Deutsches Kaltblut), Rindern (Schwarzbuntes Niederungsrind und Höhenfleckvieh) sowie bei Schweinen (Deutsches Weißes Edelschwein und Veredeltes Landschwein) auf DLG-Schauen immer mehr vordere Plätze belegen und so das gestiegene Niveau der Region nachweisen. Mommsen bildete eine neue Generation von Tierzuchtdirektoren aus wie Ernst Hohnbaum (Erfurt), Leo Abl (Erfurt, Halle), Heinrich Brackelmann (Sangerhausen, Magdeburg) und Hermann Hahn (Naumburg, Halle, Stendal). 
Auf die Entwicklung folgender bedeutender Tierzuchtverbände hatte Mommsen Einfluss:
- Verband für die Zucht eines schweren Arbeitspferdes in der Provinz Sachsen (1899–1912).
- Pferdezucht-Verband der Provinz Sachsen (ab 1912)
- Verband für die Zucht des veredelten Landschweines in der Provinz Sachsen (1903–1920)
- Verband der Edelschweinzüchter in der Provinz Sachsen (1913–1920)
- Schweinezüchterverband in der Provinz Sachsen (ab 1920 als Zusammenschluss)
- Verband für die Zucht des schwarzbunten Tieflandrindes in der Provinz Sachsen (ab 1899)
- Verband der Milchkontrollvereine in der Provinz Sachsen (ab 1925)
- Landesschafzüchterverband in der Provinz Sachsen